# 日輪の遺産
『日輪の遺産』（にちりんのいさん）は、浅田次郎による長編小説である。1993年8月に青樹社から刊行された。1997年7月講談社、2000年4月徳間書店により文庫化。
浅田次郎自身が「若書き」と評する初期作品だが、人気は高く、50万部を売り上げた。

## あらすじ

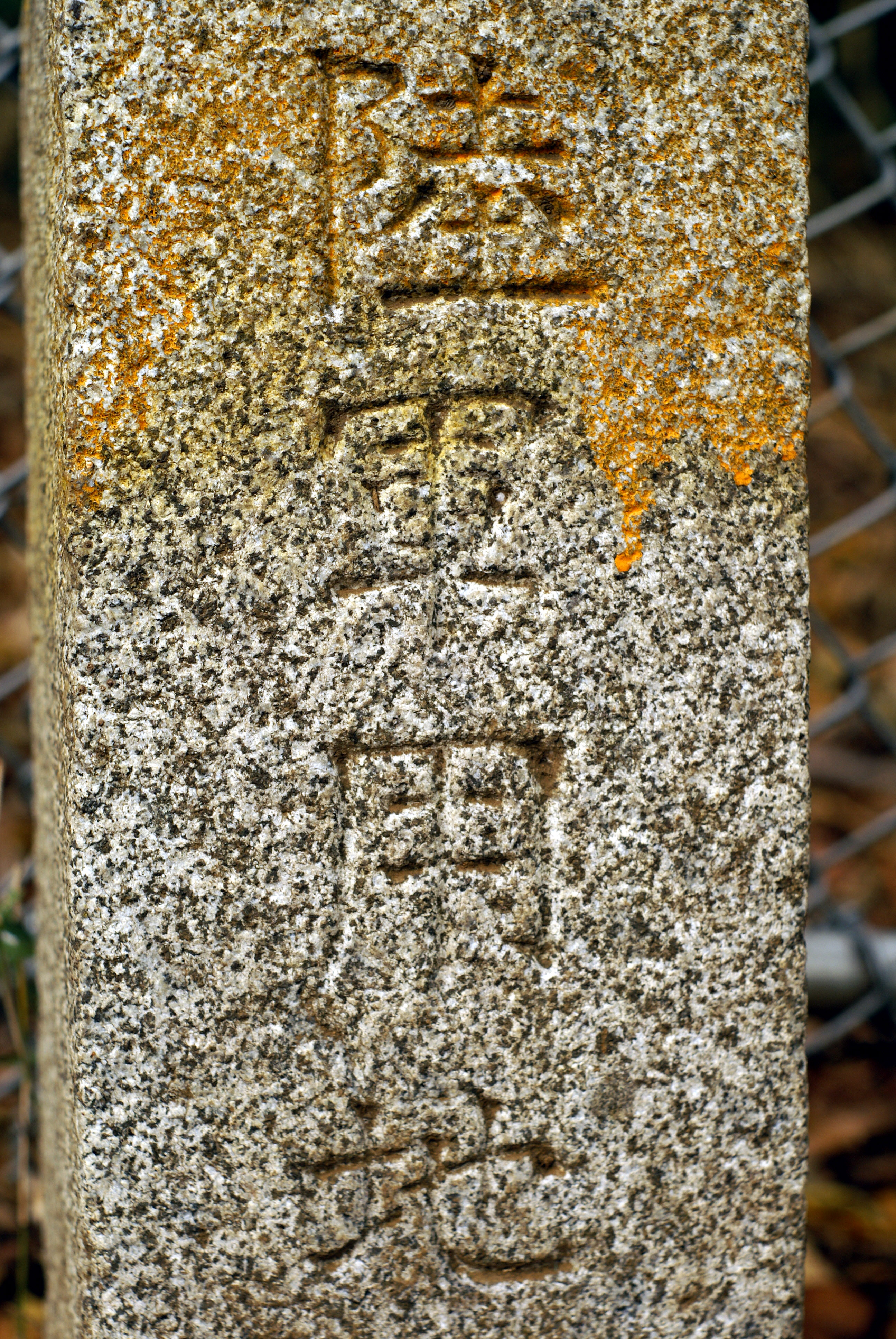
本作品の舞台となった陸軍多摩火工廠の用地境界を示す標識

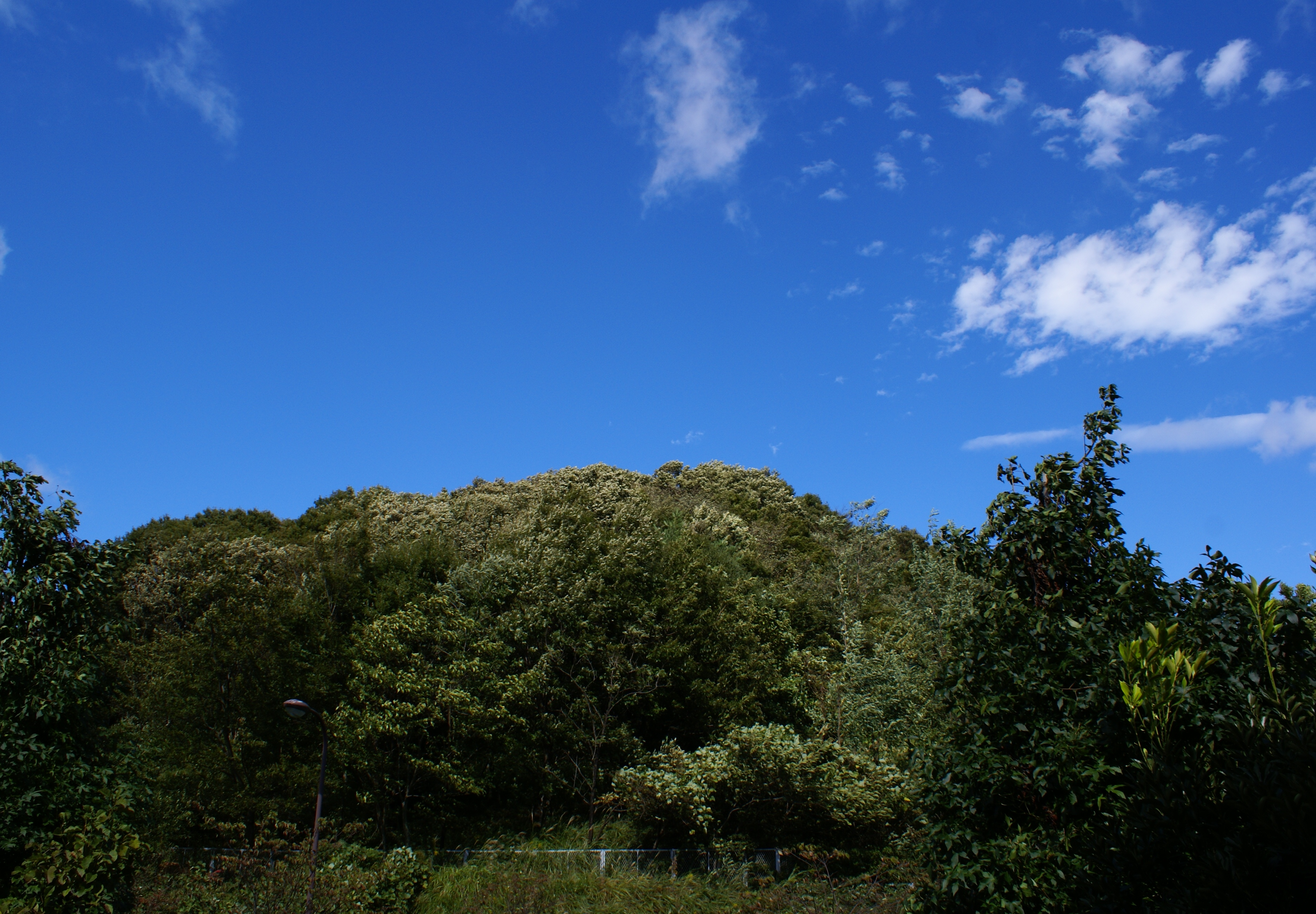
本作品の舞台となった旧陸軍多摩火工廠跡（現･米空軍多摩サービス補助施設）の森

1992年12月。メジロパーマーが逃げ切り勝ちで大穴を開けた有馬記念を、府中競馬場で観戦した地上げ屋の丹羽は、不思議な縁により一緒に観戦した老人 真柴から1冊の古い手帳を託された。
その手帳に書き留められていた内容は、「府中競馬場から多摩川を隔てて見える山林に、莫大な財宝が隠されている」という驚くべきものであった。老人の死を知って現れた地元の大地主の金原は、何かを知っているようだが……。
丹羽は同じく、老人から秘密を託された福祉活動家の海老沢とともに、旧日本軍とマッカーサー将軍が終戦前後に壮絶な奪い合いを演じた「財宝の恐るべき秘密」に迫っていく。

## 登場人物
真柴少佐
近衛師団所属のエリート軍人。阿南惟幾陸軍大臣、森赳近衛師団長、田中静壱東部軍管区司令官、杉山元第1総軍司令官、梅津美治郎参謀総長という軍の最高幹部たちから、とある密命を受ける。
小泉主計中尉
東京帝大を首席で卒業した大蔵官僚。真柴とともに極秘の任務に就く。
曹長
中国戦線で長く戦った人物で、モーゼル社の自動拳銃を愛用する。真柴の運転手として活躍。本名不詳（映画では「望月」）。
金原
武蔵小玉市の大地主で元市議。悪徳不動産業者として知られる。財宝についても何かを知っている気配を見せる。
丹羽明人
お人好しの地上げ屋。バブル景気崩壊で建て売り住宅の不良在庫を抱えて金策に奔走中、一攫千金を狙って競馬場に行き謎の老人に出会う。
海老沢
武蔵小玉市で福祉関係のNPOを切り盛りする中年男。妻の浮気に悩んでいる。謎の老人の世話をしていた縁で丹羽と知り合い、財宝の秘密に迫ることになる。
イガラシ中尉
日系2世のアメリカ軍人。ダグラス・マッカーサーの通訳を務めるうちに財宝を巡る陰謀に巻き込まれる。
野口孝吉
女学校の英語教員。財宝の秘匿作業に協力させられる。
久枝
女学校の生徒。工廠の近所の梨農家の娘。財宝の秘匿作業に協力させられる女学生の級長。

## 書籍情報
- 単行本：『日輪の遺産 消えたマッカーサーの財宝』、1993年8月、青樹社、ISBN 4-7913-0777-1
- 文庫本：『日輪の遺産』、1997年07月14日発売[1]、講談社文庫、ISBN 978-4-06-263551-6
- 文庫本：『日輪の遺産』、2000年4月28日[2]、徳間文庫、ISBN 9784198912871
- 単行本：『日輪の遺産』、2011年6月30日発売[4]、角川文庫、ISBN 978-4-04-874207-8
- 文庫新装版：『日輪の遺産』、2021年10月15日発売[5]、講談社文庫、ISBN 978-4-06-525055-6

## 映画
2011年、同じタイトルの『日輪の遺産』（THE LEGACY OF THE SUN）として角川映画系で映画化され日本で公開された。浅田次郎の同名小説を原作に、太平洋戦争終戦末期、マッカーサーの財宝を巡る極秘作戦に関わった帝国陸軍将校たちと20名の少女たちの運命が描かれた。監督は佐々部清、主演は堺雅人。

### 上映
キャッチコピーは「いつか、この国が生まれかわるために」「浅田文学の原点。復興に信念を貫いた4人の男と20人の少女たちの運命。」。
全国145スクリーンで公開され、2011年8月27、28日の初日2日間で興収4422万22000円、動員3万7062人になり映画観客動員ランキング（興行通信社調べ）で初登場第11位となった。またぴあ初日満足度ランキングでは第1位と高評価されている。

### ストーリー
2011年3月、太平洋戦争終戦時には通訳を務めていた情報士官で、後には在日米軍司令にまで登り詰めた日系二世の老人・イガラシが、同じく日系アメリカ人の新聞記者であるダニエル・ニシオカの取材を受けていた。イガラシはニシオカに「幽窓無暦日」と書いたメモ帳を寄越し、マッカーサーと出会った時のことを語り始める。イガラシとマッカーサーが出会ったのは終戦後の1945年8月30日のことだったが、イガラシによると、マッカーサーが厚木飛行場に到着して日本初上陸後の東京へ向かう車中において「私の宝、父の遺産はどこだ？」と呟いたという。
一方同じ頃、日本では例年の如く、或る女子学園の卒業式に毎年多額の寄付をしてきた老人がやってきて、戦時動員中に空襲で死んだ女子生徒を悼む石碑を前に感慨深く眺め、教師をしている孫娘とその婚約者に迎えられた。式の最中で老人は誰にも聞こえぬ、誰にも見えぬ、旧陸軍近衛師団の真柴少佐の姿と声を見聞きしたと言うや否や手招きされるように急逝した。その老人は悪評を持つ武蔵小玉地域の大地主で、市議会議員も務めていた名士・金原であった。金原の遺言により葬儀は密葬で執り行われ、その遺産のほとんどは市に寄付されることとなった。金原の妻・久枝は、息子と孫娘、そしてその婚約者を呼び、彼らの前で真柴の手帳を基に自身の過去を話し始める。物語は、イガラシ・久枝の二人の語りで過去へと遡っていく。
終戦間近の昭和20年（1945年）8月10日。近衛第一師団の真柴司郎少佐と東部軍経理部の小泉重雄主計中尉らが、阿南惟幾陸軍大臣、梅津美治郎参謀総長、田中静壱東部軍司令官、森赳近衛師団長、杉山元第一総軍司令官という帝国陸軍トップらに呼集され、重大な密命を帯びる。その密命の内容は、「山下将軍がフィリピンで奪取した900億円(現在の貨幣価値で約200兆円)ものマッカーサーの財宝を、秘密裡に武蔵小玉の南多摩陸軍火工廠へ移送し隠匿せよ」というものだった。その財宝は、敗戦を悟った阿南らが祖国復興を託した軍資金であった。真柴は小泉中尉と、彼らの手足となる望月曹長と共に極秘任務を遂行することとなり、治安維持法違反の容疑で特高の呼び出しから帰ったばかりの高等女学校の教師と、その女学校に通う20名の12～13歳の少女達を勤労動員先の武蔵野の電機工場から徴用して、財宝の入った箱を「護国反撃のための新型砲弾が入った箱」と偽って財宝隠しを行うこととなった。作業は順調に進むが、その中で真柴は少女たちの一人で女学校の級長でもある久枝から、スーちゃんという女の子が貧血であるので休ませてくれと申し出され、真柴は謝罪するスーちゃんに優しく声をかけて休むように言った。スーちゃんは休んでいる間は本でも読むようにと、先生から借りてきたという『車輪の下』を久枝から手渡されたが、後に彼女が全員の運命を大きく変えることになることは誰も想像できなかった。
任務の終わりが見えた頃、真柴に伝令から上層部の命令が告げられる。それは彼女らに関する非情極まりない命令であり、真柴は小泉・望月と相談して撤回に動くも、森近衛師団長は反乱部隊によって既に殺害されてしまっており、続けて赴いた阿南陸相は切腹していた最中だった。真柴は絶命前の阿南陸相とやり取りで無効命令であることを確認するが、終戦の詔勅とその前に米軍機からばら撒かれた終戦ビラに動揺した少女達とその少女達を救おうと奔走していた真柴らとの間で思いもよらぬ手違いが生じ、悲しい運命が彼らを待ち受けることとなる。
終戦後の昭和23年の秋、真柴が望月の許を訪ね、久枝から大根漬けを受け取り、Ａ級戦犯として捕らえられた梅津元参謀総長を米軍病院に見舞った。梅津は真柴にメモを渡そうとしていたが、同席していたイガラシがそれを取上げる。そこには、ある言葉が書かれていた。一方古巣の大蔵省に戻った小泉は、日本の産業復興資金の調達法や国内経済に有利な円ドル交換レートを書いたレポートを手にマッカーサーとの交渉に臨む。小泉のレポートを拒否しようとするマッカーサーに対し、小泉は秘匿された財宝の在処を取引材料に持ち出したが、最後にはそれに翻弄された少女たちの話をすると、イガラシに突きつけられた拳銃を奪って自決した。それを見たマッカーサーは、小泉のレポートを本国に送ることとした。
やがて偶然にも米軍工兵が遺産の在処を発見し、マッカーサーとイガラシがその在処へと赴いたが、そこで二人が見たものは言葉を失わせる壮絶な状景だった。これを見たマッカーサーは、イガラシに生涯に渡るほどの極秘命令を下命した。

### キャスト

#### 戦中・戦後

##### 極秘任務班
- 真柴司郎（近衛第一師団・少佐） - 堺雅人
- 望月庄造（座間五百一連隊・曹長） - 中村獅童
- 小泉重雄（東部軍経理部・主計中尉） - 福士誠治

##### 森脇女学校
- 野口孝吉（森脇女学校教師） - ユースケ・サンタマリア
- 久枝（森脇女学校女生徒） - 森迫永依
- スーちゃん（森脇女学校女生徒） - 土屋太鳳
- マツさん（森脇女学校女生徒） - 遠藤恵里奈
- サッちゃん（森脇女学校女生徒） - 松本花奈

##### 軍首脳
- 阿南惟幾（陸軍大臣） - 柴俊夫
- 梅津美治郎（参謀総長） - 串田和美
- 田中静壱（東部軍司令官） - 山田明郷
- 森赳（近衛師団長） - 野添義弘
- 杉山元（第一総軍司令官） - 麿赤兒

##### GHQ
- ダグラス・マッカーサー（連合国軍最高司令官） - ジョン・サヴェージ
- イガラシ中尉（GHQ通訳） - 三船力也

##### その他
- 伝令の男 - 金児憲史

#### 現代

##### 金原家
- 金原久枝（庄造の妻） - 八千草薫
- 金原庄造（旧姓望月） - 八名信夫
- 金原荘一郎 - 北見敏之
- 金原涼子（森脇女子学園中等部教師） - 麻生久美子
- 後藤俊太郎（森脇女子学園中等部教師） - 塩谷瞬

##### イガラシ邸
- マイケル・エツオ・イガラシ（元在日アメリカ軍司令） - ミッキー・カーチス
- ダニエル・ニシオカ（日系新聞記者） - 中野裕太

### スタッフ
- 監督 - 佐々部清
- 製作 - 池田宏之、阿佐美弘恭、長尾忠彦、臼井正明
- プロデューサー - 根津勝、臼井正明、青島武
- 製作代表 - 椎名保
- 協力プロデューサー - 井上文雄
- 企画 - 嵐智史、三宅澄、高松宏伸
- 原作 - 浅田次郎
- 脚本 - 青島武
- 撮影 - 坂江正明
- 美術 - 若松孝市
- 編集 - 川瀬功
- キャスティング - 空閑由美子
- 音楽 - 加羽沢美濃
- スクリプター - 山下千鶴
- 照明 - 渡辺三雄
- 整音 - 瀬川徹夫
- 製作担当 - 澤井克一
- 装飾 - 平井浩一
- 録音 - 藤丸和徳
- 助監督 - 山本亮
- チーフデザイナー - 小林久之
- 製作 - 「日輪の遺産」製作委員会（角川映画、NTTドコモ、IVSテレビ制作、シネムーブ）
- 製作・配給 - 角川映画

### 音楽
イメージソング
元ちとせ「永遠(トワ)の調べ」。原曲はスコットランド民謡「アニー・ローリー」。
劇中歌
「比島決戦の歌」西條八十作詞、古関裕而作曲、1944年作品

## モデル
- 稲城市 - 本作品の舞台となった武蔵小玉市のモデル[8]。
- 多摩サービス補助施設 - 東京都稲城市および多摩市にまたがる米軍施設。かつての陸軍多摩火工廠で、本作品に登場する「米軍南多摩キャンプ」のモデル。
- 稲城市立病院 - 丹羽が海老沢や金原と出会った武蔵小玉市立病院のモデル。多摩サービス補助施設に隣接している。
- 堀越高等学校 - 前身である堀越高等女学校が、作中の女学校のモデルとなった。